# Sapperton
Sapperton is een civil parish in het bestuurlijke gebied Cotswold, in het Engelse graafschap Gloucestershire met 412 inwoners.